# Junior (Montreal)
Junior is een merk van motorfietsen.
Junior Motorcycle Mfg. Inc., Montreal.
Volgens eigen zeggen is Junior de eerste Canadese fabrikant van straatmotorfietsen. Het bedrijf werd in 1996 opgezet door Michel Côté Jr. De meest bekende Canadese merken, Alouette, Bombardier en Moto Trail houden (hielden) zich inderdaad niet met straatmotoren bezig, maar CCM wél, al is het lang geleden. Junior bouwt twee typen met S&S-blokken.